# Velika nagrada Masaryka 1935
Velika nagrada Masaryka 1935 je bila neprvenstvena dirka za Veliko nagrado v sezoni 1935. Potekala je 29. septembra 1935.

## Poročilo

### Pred dirko
To je bila zadnja res pomembna dirka sezone, ki je spremenila ime v Velká cena Masarykova. Ker se dirkači Mercedes-Benza kljub prijavi dirke niso udeležili, sta bila glavna favorita dirke moštvi Scuderia Ferrari in Auto Union, prevsem slednje. 

### Dirka
Že na začetku so prevzeli vodstvo dirkači Auto Uniona, vodil je Hans Stuck, ki pa ga je v glavo zadel ptič, tako da je z okrvavljenin obrazom zapeljal v bokse, dirkalnik pa je prevzel rezervni dirkač Paul Pietsch. S tem je vodstvo prevzel Achille Varzi, toda le do enajstega kroga, ko je odstopil zaradi okvare motorja. Kljub bolečinam je dirkalnik ponovno od Pietscha prevzel Stuck, ki pa je le krog za Varzijem odstopil iz istega vzroka kot moštveni kolega. 
S tem je vodstvo prevzel edini preostali dirkač Auto Uniona, Bernd Rosemeyer, ki je zmagal z velikansko prednostjo več kot šestih in pol minut pred Taziem Nuvolarijem, tudi tretje in četrto mesto pa sta zasedla Ferrarijeva dirkača, Louis Chiron in Antonio Brivio. Peti in zadnji uvrščeni dirkač je bil Madžar László Hartmann z dvema krogoma zaostanka.

## Po dirki
To je bil za Rosemeyerja poseben dan, kajti ne le da je dosegel odmevno zmago, ampak je na podelitvi priznanj spoznal še nemško pilotko Elly Beinhorn, s katero se je kasneje poročil.

## Rezultati

### Dirka
| Poz | Št | Dirkač                  | Moštvo                     | Dirkalnik          | Krogi | Čas/Odstop | Št. m. |
| --- | -- | ----------------------- | -------------------------- | ------------------ | ----- | ---------- | ------ |
| 1   | 8  | Bernd Rosemeyer         | Auto Union                 | Auto Union B       | 17    | 3:44:10,6  | 3      |
| 2   | 16 | Tazio Nuvolari          | Scuderia Ferrari           | Alfa Romeo 8C-35   | 17    | + 6:37,8   | 8      |
| 3   | 18 | Louis Chiron            | Scuderia Ferrari           | Alfa Romeo P3      | 17    | + 6:41,6   | 7      |
| 4   | 20 | Antonio Brivio          | Scuderia Ferrari           | Alfa Romeo P3      | 17    | + 8:01,4   | 9      |
| 5   | 10 | László Hartmann         | Privatnik                  | Maserati           | 15    | + 2 kroga  | 5      |
| Ods | 4  | Hans Stuck Paul Pietsch | Auto Union                 | Auto Union B       | 13    | Motor      | 2      |
| Ods | 6  | Achille Varzi           | Auto Union                 | Auto Union B       | 12    | Motor      | 1      |
| Ods | 14 | Jean-Pierre Wimille     | Automobiles Ettore Bugatti | Bugatti T59        | 6     |            | 6      |
| Ods | 12 | Zdenek Pohl             | Valdemar Gut               | Bugatti T51        | 1     |            | 4      |
| DNS | 2  | Paul Pietsch            | Auto Union                 | Auto Union B       |       |            |        |
| DNA | 22 | Rudolf Caracciola       | Daimler-Benz AG            | Mercedes-Benz W25B |       |            |        |
| DNA | 24 | Luigi Fagioli           | Daimler-Benz AG            | Mercedes-Benz W25B |       |            |        |
| DNA | 26 | Manfred von Brauchitsch | Daimler-Benz AG            | Mercedes-Benz W25B |       |            |        |
| DNA | 28 | Giuseppe Farina         | Gino Rovere                | Maserati 6C-34     |       |            |        |